# Letsie III del Lesotho
Letsie III del Lesotho (nato David Mohato Bereng Seeiso; Morija, 17 luglio 1963) è l'attuale re del Lesotho dal 1996.
Salì per la prima volta al trono nel 1990, rimanendovi durante l'esilio di suo padre, Moshoeshoe II, fino ad abdicare in suo favore nel 1995.

## Biografia

### Educazione
Il principe Mohato è nato nel 1963 all'Ospedale Scott di Morija, come primogenito di Moshoeshoe II e di 'Mamohato Bereng Seeiso. Venne battezzato nella fede cattolica con il nome di David.
Dal 1968 trascorse i primi studi all'Iketsetseng Private School di Maseru, completando lo Standard Five nel 1972. Dal 1973 al 1976 frequentò la Gilling Castle in Regno Unito, una scuola cattolica retta dai benedettini, e nel 1977 entrò all'Ampleforth College. Si diplomò nel 1980, anno in cui entrò all'Università Nazionale del Lesotho per conseguire una laurea in legge nel 1984.
Nel 1986 ottenne un diploma in Studi Legali Inglesi all'Università di Bristol, per poi studiare un anno all'Università di Cambridge Studi di Sviluppo, fino al 1989. In contemporanea frequentò il Wye College dell'Università di Londra, formandosi in economia agraria. Acquisì la carica di Capo Principale di Matsieng il 16 dicembre 1989.

### Regno

#### 1990-1995
Mohato salì al trono il 6 novembre 1990, in seguito alla deposizione di suo padre operata dal governo militare di Justin Lekhanya (installatosi con un colpo di Stato nel 1986), adottando il nome di Letsie III. Nel 1991 divenne rettore dell'Università Nazionale. Il 30 aprile ebbe luogo un secondo golpe, guidato dal colonnello Elias Phisoana Ramaema. Il 3 maggio fu istituito un nuovo governo e l'Assemblea Nazionale Costituente (NCA) produsse la bozza di una nuova costituzione, adottata il 25 marzo 1993.

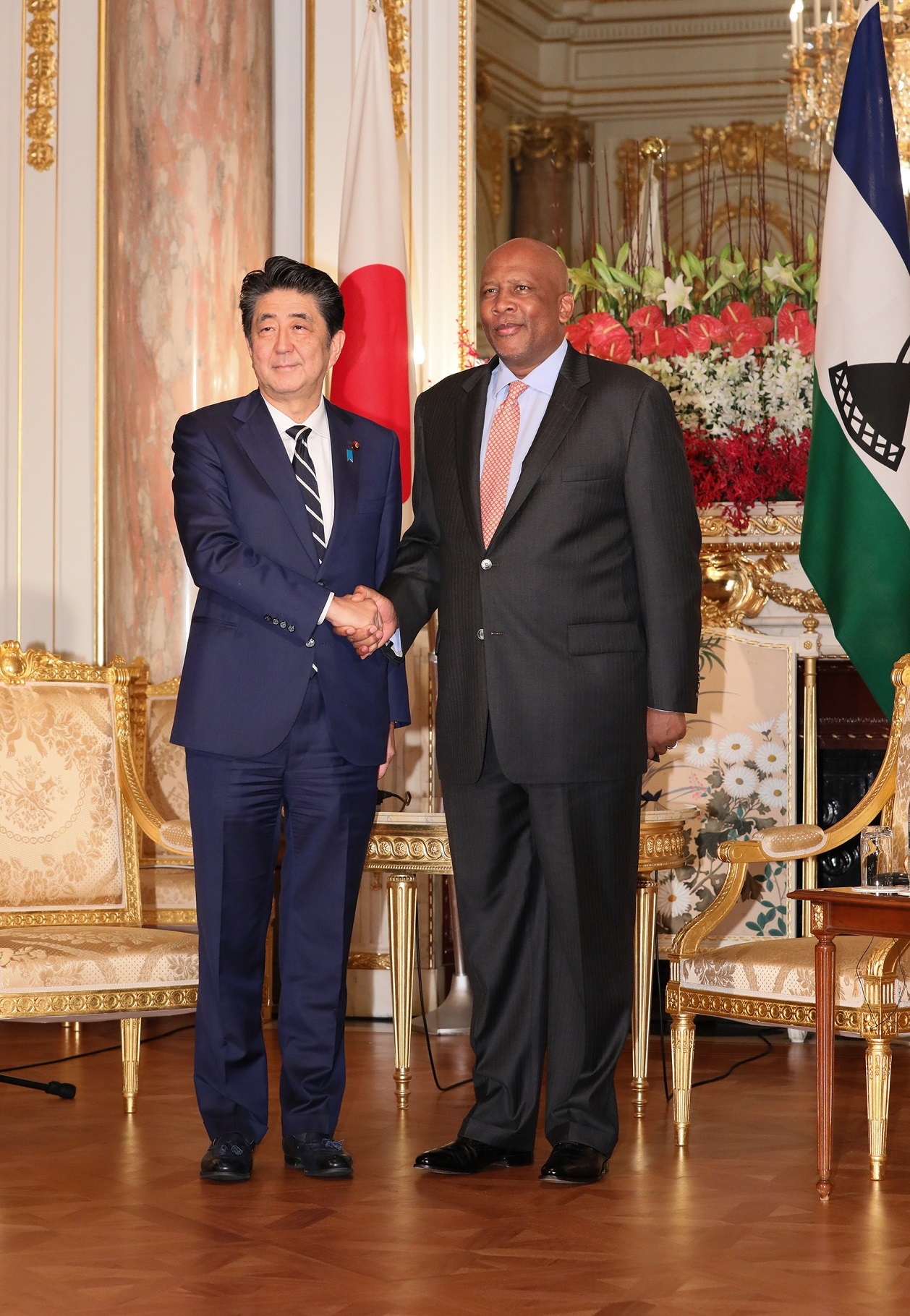
Shinzō Abe e Letsie III nel 2019

Il 27 marzo si svolsero le elezioni parlamentari, in cui il Basotho Congress Party (BCP) vinse il totale dei seggi. Il Basotho National Party (BNP) annunciò la propria contrarietà rispetto ai risultati elettorali, ma il 2 aprile Ntsu Mokhehle del BCP fu nominato capo del governo. In quel giorno entrò ufficialmente in vigore anche la nuova Costituzione, che privò il re della sua autorità esecutiva, impegnando Letsie III a rimanere fuori dalle questioni politiche. Mokhehle rese nota la sua intenzione di integrare il Lesotho Liberation Army (LLA; l'ala armata del BCP) alla Royal Lesotho Defence Force (RLDF).
Dal gennaio al settembre 1994 ebbe luogo una fase di crisi che vide scontrarsi le fazioni rivali dell'RLDF. Dopo una serie di tentati negoziati, il re organizzò un colpo di Stato con alcuni membri dell'esercito e già il 15 agosto sciolse il parlamento e depose il governo, nominando come primo ministro Hae Phoofolo il 19 agosto. Mokhehle ritenne ciò incostituzionale e una commissione di conciliazione inviata dalla SADC mediò tra il re e l'ex premier. Letsie III promise di restituire il potere a patto che suo padre tornasse a regnare. Come stabilito da un accordo, Mokhehle fu reintegrato al governo e il sovrano abdicò a favore di Moshoeshoe II il 25 gennaio 1995, tornando a lavorare come capo di Matsieng.

#### Dal 1996
Il 15 gennaio 1996 Moshoeshoe II morì a causa di un incidente automobilistico e il 7 febbraio Letsie III salì per la seconda volta al trono, in base a quanto deciso dal Collegio dei Capi. Nel giugno 1997 le tensioni interne al partito di governo portarono Mokhehle a separarsene, dando origine al Lesotho Congress for Democracy (LCD) e lasciando all'opposizione il BCP. Il 31 ottobre Letsie III fu incoronato all'interno dello Stadio Setsoto di Maseru e il 27 febbraio del 1998 sciolse il parlamento, dopo che i membri rimasti nel BCP non vollero accettare il loro nuovo status.

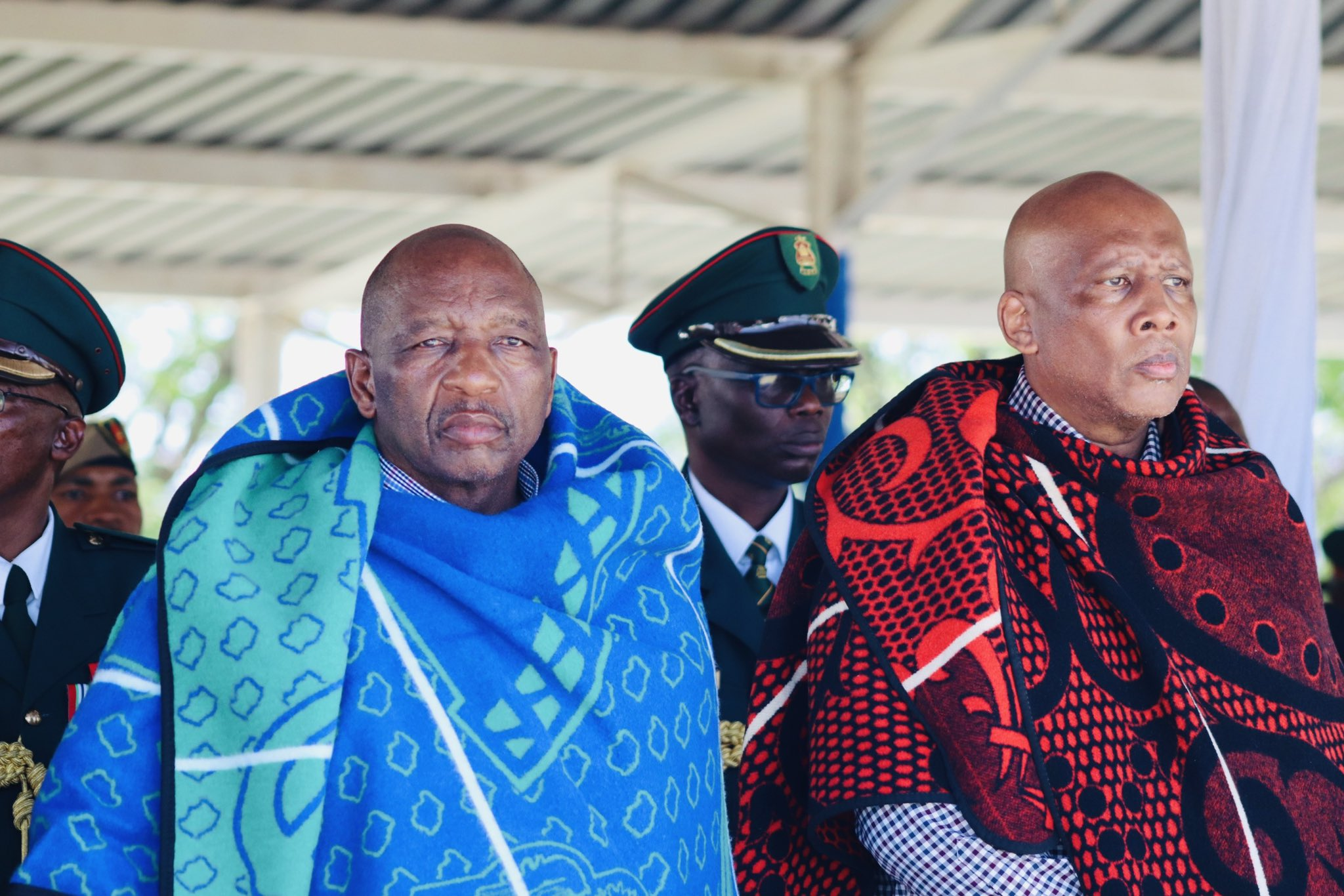
Sam Matekane e Letsie III nel 2023

Nel 2000 definì l'HIV/AIDS un "disastro nazionale", supportando nel 2004 l'avviamento della campagna di test pubblici "Know Your Status" (KYS), considerata rivoluzionaria per l'assistenza sanitaria del Lesotho e un primo passo importante verso la prevenzione e il trattamento della malattia. Il 24 novembre 2006 sciolse il Parlamento per aprire la strada alle elezioni anticipate, in quanto l'ex ministro Thabane, separatosi dall'LCD per poi costituire l'All Basotho Convention (ABC), ridusse il partito di governo a soli due seggi in Parlamento. Nel giugno 2014 permise al primo ministro Thabane di dissolvere il Parlamento, per evitare una mozione di sfiducia conseguente alla disgregazione della coalizione di governo.
Il 1⁰ dicembre 2016, a Roma, venne nominato Ambasciatore Speciale della FAO per la Nutrizione da José Graziano da Silva. Il 6 marzo 2017 disciolse l'Assemblea nazionale dopo la presentazione di una mozione di sfiducia al governo di Pakalitha Mosisili. Partecipò il 16 ottobre 2023, presso la sede della FAO a Roma, al Forum Mondiale dell'Alimentazione (WFF) e fu ricevuto al Palazzo del Quirinale dal presidente della Repubblica Italiana Sergio Mattarella.

### Matrimonio e interessi personali

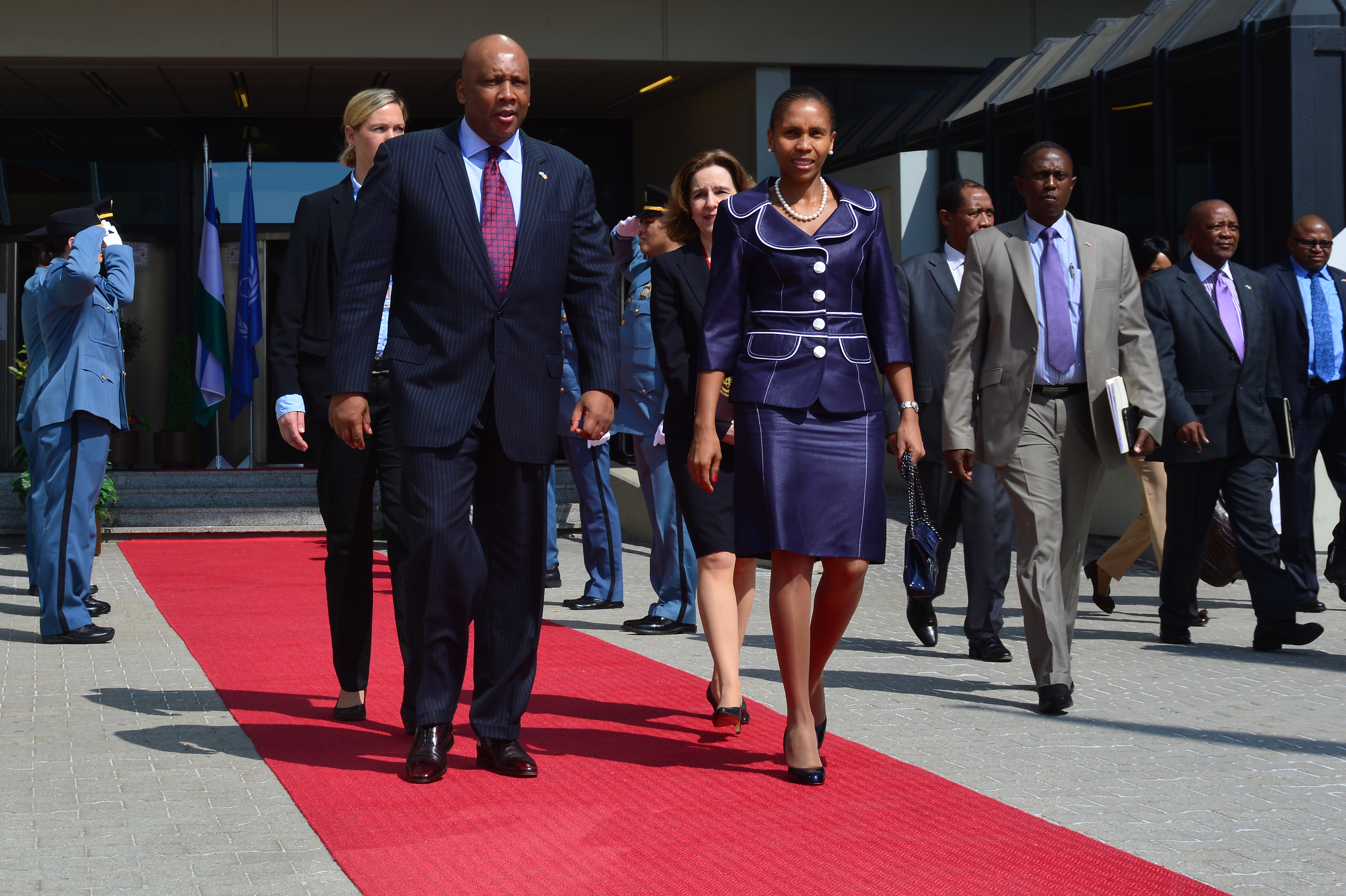
Letsie III e la regina 'Masenate, 2013

Nel 1996 conobbe la studentessa Anna Karabo Motšoeneng. Si fidanzarono ufficialmente il 23 ottobre 1999 e sono stati sposati il 18 febbraio 2000 nello Stadio Setsoto di Maseru, dall'arcivescovo Bernard Mohlalisi.
I suoi interessi personali includono l'agricoltura, l'equitazione, lo squash, il tennis, il rugby, la musica classica e la musica tradizionale.

## Primi ministri

### 1990-1995
1. Justin Lekhanya (1986-1991);
2. Elias Phisoana Ramaema (1991-1993)
3. Ntsu Mokhehle (I: 1993-1994; II: 1994-1998)
4. Hae Phoofolo (1994)

### Dal 1996
1. Ntsu Mokhehle (II: 1994-1998)
2. Pakalitha Mosisili (I: 1998-2012; II: 2015-2017)
3. Tom Thabane (I: 2012-2015; II: 2017-2020)
4. Moeketsi Majoro (2020-2022)
5. Sam Matekane (2022-in carica)

## Patrocini
- Premio Principe Mohato (Khau ea Khosana Mohato), un programma di attività avventurose, culturali e pratiche progettate per gruppi e individui, allo scopo di stimolare l'intraprendenza e la maturità dei giovani.[4]

## Discendenza
Letsie III del Lesotho e 'Masenate Mohato Seeiso hanno due figlie e un figlio:
- Principessa Senate (2001);
- Principessa 'Maseeiso (2004);
- Principe ereditario Lerotholi (2007).

## Titoli e trattamento
- 4 ottobre 1966 - 12 novembre 1990: Sua Altezza Reale, il principe ereditario del Lesotho
- 12 novembre 1990 - 25 gennaio 1995: Sua Maestà, il re del Lesotho
- 25 gennaio 1995 - 7 febbraio 1996: Sua Maestà, il re Letsie III del Lesotho
- 7 febbraio 1996 - attuale: Sua Maestà, il re del Lesotho

## Ascendenza
|                                                |                                 |                                      | Genitori            |  |  | Nonni |  |  | Bisnonni                                        |  |  | Trisnonni                                    |  |
|                                                |                                 |                                      |                     |  |  |       |  |  | Nathaniel Lerotholi, Capo Supremo di Basutoland |  |  | Lerotholi Letsie, Capo Supremo di Basutoland |  |
|                                                |                                 |                                      |                     |  |  |       |  |  | Nathaniel Lerotholi, Capo Supremo di Basutoland |  |  | Lerotholi Letsie, Capo Supremo di Basutoland |  |
|                                                |                                 | Maneella 'Maletsabisa                |                     |  |  |       |  |  | Nathaniel Lerotholi, Capo Supremo di Basutoland |  |  |                                              |  |
| Simon Seeiso, Capo Supremo di Basutoland       |                                 |                                      |                     |  |  |       |  |  | Nathaniel Lerotholi, Capo Supremo di Basutoland |  |  |                                              |  |
|                                                |                                 | Sebueng                              | Nkuebe Letsie, Capo |  |  |       |  |  |                                                 |  |  |                                              |  |
|                                                |                                 | Sebueng                              | Nkuebe Letsie, Capo |  |  |       |  |  |                                                 |  |  |                                              |  |
|                                                |                                 | Sebueng                              | …                   |  |  |       |  |  |                                                 |  |  |                                              |  |
| Re Moshoeshoe II del Lesotho                   |                                 | Sebueng                              |                     |  |  |       |  |  |                                                 |  |  |                                              |  |
|                                                |                                 | …                                    | …                   |  |  |       |  |  |                                                 |  |  |                                              |  |
|                                                |                                 | …                                    | …                   |  |  |       |  |  |                                                 |  |  |                                              |  |
|                                                |                                 | …                                    | …                   |  |  |       |  |  |                                                 |  |  |                                              |  |
| 'Mabereng                                      |                                 | …                                    |                     |  |  |       |  |  |                                                 |  |  |                                              |  |
|                                                |                                 | …                                    | …                   |  |  |       |  |  |                                                 |  |  |                                              |  |
|                                                |                                 | …                                    | …                   |  |  |       |  |  |                                                 |  |  |                                              |  |
|                                                |                                 | …                                    | …                   |  |  |       |  |  |                                                 |  |  |                                              |  |
| Re Letsie III del Lesotho                      |                                 | …                                    |                     |  |  |       |  |  |                                                 |  |  |                                              |  |
|                                                | Mojela Letsie, Capo di Tsakholo | Letsie I, Capo Supremo di Basutoland |                     |  |  |       |  |  |                                                 |  |  |                                              |  |
|                                                | Mojela Letsie, Capo di Tsakholo | Letsie I, Capo Supremo di Basutoland |                     |  |  |       |  |  |                                                 |  |  |                                              |  |
|                                                | Mojela Letsie, Capo di Tsakholo | …                                    |                     |  |  |       |  |  |                                                 |  |  |                                              |  |
| Lerotholi Mojela, Capo di Tsakholo             | Mojela Letsie, Capo di Tsakholo |                                      |                     |  |  |       |  |  |                                                 |  |  |                                              |  |
|                                                |                                 | …                                    | …                   |  |  |       |  |  |                                                 |  |  |                                              |  |
|                                                |                                 | …                                    | …                   |  |  |       |  |  |                                                 |  |  |                                              |  |
|                                                |                                 | …                                    | …                   |  |  |       |  |  |                                                 |  |  |                                              |  |
| Principessa Tabitha 'Masentle Lerotholi Mojela |                                 | …                                    |                     |  |  |       |  |  |                                                 |  |  |                                              |  |
|                                                |                                 | …                                    | …                   |  |  |       |  |  |                                                 |  |  |                                              |  |
|                                                |                                 | …                                    | …                   |  |  |       |  |  |                                                 |  |  |                                              |  |
|                                                |                                 | …                                    | …                   |  |  |       |  |  |                                                 |  |  |                                              |  |
| 'Masentle Mojela                               |                                 | …                                    |                     |  |  |       |  |  |                                                 |  |  |                                              |  |
|                                                |                                 | …                                    | …                   |  |  |       |  |  |                                                 |  |  |                                              |  |
|                                                |                                 | …                                    | …                   |  |  |       |  |  |                                                 |  |  |                                              |  |
|                                                |                                 | …                                    | …                   |  |  |       |  |  |                                                 |  |  |                                              |  |
|                                                |                                 | …                                    |                     |  |  |       |  |  |                                                 |  |  |                                              |  |